# Per la pace contro la fame
Per la pace contro la fame è un album di artisti vari pubblicato nel 2001.

## Tracce
1. Knockin' on heaven's door (Rimini artisti & C.) – 4:27
2. Non portarmi via il nome (Samuele Bersani) – 5:29
3. Domani (Filippo Malatesta) – 3:59
4. A un passo da te (Elena Cataneo) – 4:39
5. When i am laid (A.N.D.) – 2:53
6. Amazing grace (Pastigli&walda) – 4:52
7. Ou sgiru du mundgi (Suoni fuori le mura) – 5:41
8. Il dialetto tecnologico e l'anglo-romagnolo (Paolo Cananzi & Fabio De Luigi) – 10:53
9. "Connais-tu le pays?" da Mignon (Laura Brioli) – 5:37
10. Night Prayers (Giya Kancheli) – 8:09
11. Blowin' in the wind (Rimini & C.) – 4:28
12. TRACCIA VIDEO